# Friedrichsruh (Rannungen)

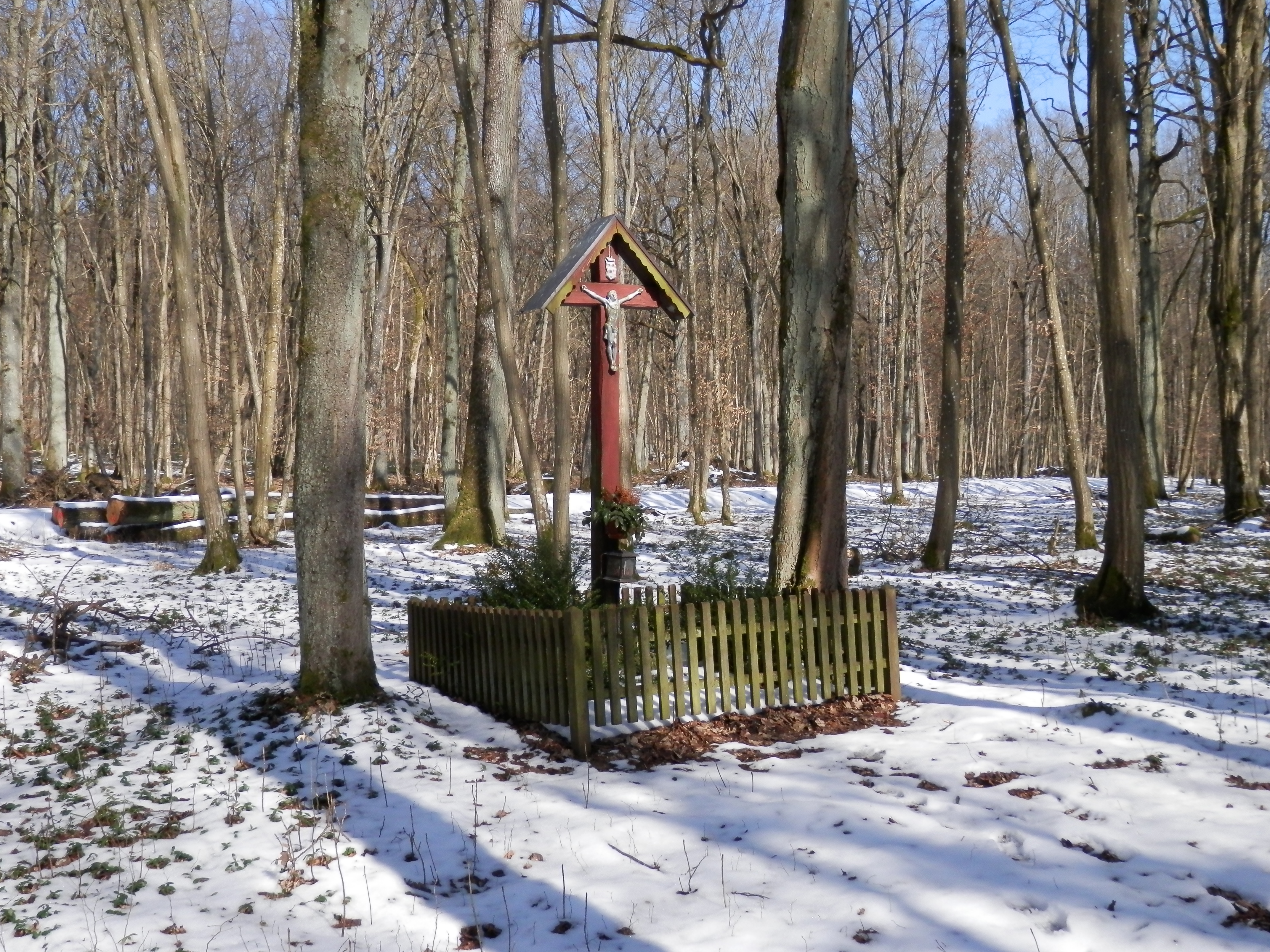
Friedrichsruh Rannungen

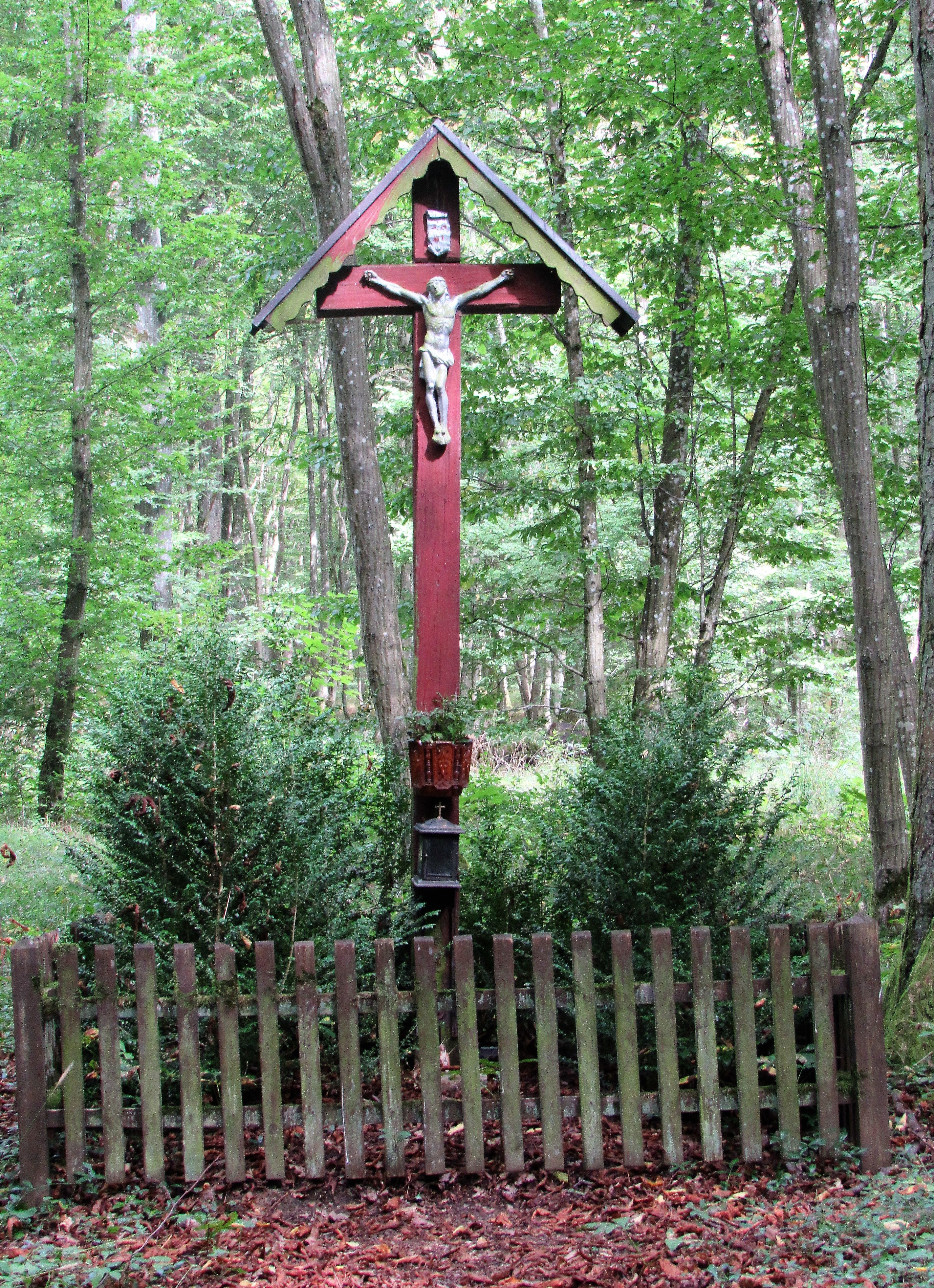
Friedrichsruh (Nahaufnahme)

Die Friedrichsruh, auch Kaplanskreuz genannt, ist ein Flurkreuz und beliebtes Wanderziel in Rannungen. Es steht am sogenannten Kaplanpfad in der Nähe des „Heimlichen Berges“.
Das 2,75 m hohe Flurkreuz wurde im Jahr 1851 im Wald errichtet, nachdem dort dem Rannunger Kaplan Caspar Friedrich „erschreckende Ereignisse zugestoßen waren“. Band 1 der Flurdenkmale im Landkreis Bad Kissingen von Elisabeth Keller zitiert wiederum die Chronik Zwölf Jahrhunderte Rannunger Geschichte, wonach „das Kaplanskreuz im Wald an der Friedrichsruhe von einem Kaplan Friedrich als Raststelle geschaffen worden sein [soll]“, und zwar „auf halbem Weg zwischen Rannungen und seiner Filiale Rottershausen“. Am Längsbalken des Kreuzes ist die Jahreszahl „1918“ eingeschnitzt. Im Jahr 1918 wurde es von Kriegsheimkehrern aus Rannungen erneuert.
Es ist aus rot gestrichenem Holz angefertigt, trägt einen Korpus und ist schräg überdacht. Das Flurkreuz umgibt eine kleine umzäunte Anlage mit Anpflanzungen.